# アフリカ・アメリカ・アジア・リコンシリエーショングループ
アフリカ・アメリカ・アジア・リコンシリエーショングループ（英語: Africa, America and Asia Reconciliation Services）とは、在日ベナン人クリスチャン社会運動家のエマニュエル・ベベニョンが神奈川県横浜市を中心に個人で主催するボランティア活動で、その他の近い活動を行う団体や個人の仲介役的機能を担っているため、そのネットワークを指して「グループ」と呼ぶ。略称はAAAグループ（英語: AAA Group）。

## 概要
- リコンシリエーション活動の啓蒙と共に、ベナン共和国の村々に井戸を建設する為の資金集めのチャリティーコンサート等を行っており、既にベナン共和国に数機の井戸の建設の実績がある。リコンシリエーションの活動の主旨から、ゴスペル音楽を中心にコンサートを行うケースが多い。
  - リコンシリエーションとは英語 reconciliation のことで、狭義にはキリストを通じた神との和解（英語版）を意味するが[1]、広義には対立や係争を解消して友好関係に戻る和解全般を意味する[2]。
- ベベニョン本人はクリスチャンであり教会内での活動がある。また、その他宗教団体施設での講演等の経歴があるが、グループそのものの活動に宗教性はない。
- ベベニョンの通う教会が米軍基地内のいわゆる黒人教会である為、アメリカ軍基地内のアフリカ系アメリカ人との活動上の協調関係も深い。